# 最後一扇門
最後一扇門（英語：The Last Door）是一款點擊式的像素冒險解謎遊戲，該遊戲由西班牙團隊The Game Kitchen製作並發行於其官網，Phoenix Online Publishing公司則發行該遊戲第一季的玩家收藏版（Collector's edition），該版本亦被開發成手機遊戲。

## 遊戲介紹
根據製作團隊所述，《最後一扇門》的開發靈感來自美國恐怖小說作家霍華德·菲利普斯·洛夫克拉夫特以及懸疑小說作家愛倫·坡。該遊戲亦是一部具有劇情發展的冒險解謎遊戲，以章節方式進行，遊戲第一章於2013年3月15日發行，目前已發行至第七章。

### 玩法
玩家藉由點擊遊戲畫面來控制角色、拾取物品、組合物品以及進行對話。

### 語言版本
《最後一扇門》提供玩家線上翻譯系統，玩家可將遊戲翻譯成自己所使用的母語，並自行決定是否發布該翻譯，除了翻譯者以外，其餘玩家皆可對其翻譯版本進行投票。所有翻譯版本皆為玩家自願性提供，無法藉此獲得商業性利益。玩家收藏版與手機版只發行英文版本。

## 故事大綱
1891年10月，傑洛米亞收到一封來自故友的信，信中懸疑的字句使他決定啟程拜訪那位老友，沒想到卻接二連三的掀起一層又一層埋在底下的疑雲暗雨。知道的愈多就愈不可收拾，儘管有人警告過傑洛米亞，但他不曾停下，最終，他來到了亞歷山大·杜·普雷的面前，他被他說服，卻從此消失無蹤。代替他追尋下去的是他的心理醫生－在親眼目睹好友的死狀後為他診治的治療師－維克菲爾德醫生，他毅然決然的想要尋找出傑洛米亞失蹤的真相；在他一旁的是卡夫曼－冷靜的德國人，雖然卡夫曼總是多所保留，卻不吝搭救。兩人於是展開了追查行動，然而等待著他們的，那埋伏在深處的，正蠢蠢欲動著…

## 角色簡介

### 重要角色
- 傑洛米亞·戴維特（Jerimiah Devitt）

「四位見證人」之一。生長於英格蘭，母親去世後即被父親送往位於蘇格蘭的寄宿學校就讀，因而認識了安東尼·比奇沃思、亞歷山大·杜·普雷，以及歐內斯特·格林神父，並與部份學生共同創立了祕密組織。多年後收到了安東尼的令人匪夷所思的來信，當他發現安東尼已經自殺身亡後，決定返回母校尋找這齣悲劇的真相，結果卻目睹了一連串詭譎可怕的事件，慘遭法蘭西斯·巴德溫活埋，險幸逃過一劫，醒來時卻發現身在倫敦的貧民窟中。他跟隨著線索找到了亞歷山大·杜·普雷以及當年的祕密組織，在依照杜·普雷的要求來到他家之後，傑洛米亞便失去蹤影。
- 安東尼·比奇沃思（Anthony Beechworth）

傑洛米亞的故友，亦與亞歷山大·杜·普雷結識，妻子為安娜·比奇沃思。年幼時便與父親天人永隔。祕密組織的成員之一，因為其研究而陷入瘋狂，最終導致自殺，臨終前曾寄信給傑洛米亞，請求他的原諒，揭開了遊戲的序幕。
- 約翰·維克菲爾德（John Wakefield）

傑洛米亞的心理醫生，與悠漢·卡夫曼為多年的好友兼同事。在傑洛米亞失蹤後，主動展開追尋，為第二季玩家的操控角色。對朋友相當忠誠。與卡夫曼聯手的調查中，逐步揭露了祕密組織的行動，卻因此惹上殺身之禍，生死未卜。
- 悠漢·卡夫曼（Johann Kaufmann）

德國人，其各種行為透露出他對這一連串神秘事件所知不少，但對他的同伴−維克菲爾德卻多所保留。曾是亞當·萊特教授的學生，接觸過神秘學領域，聰穎過人。在與維克菲爾德聯手調查的途中因不明的疾病臥床，隨後逝世。
- 亞歷山大·杜·普雷（Alexandre Du Pré）

「四位見證人」之一，祕密組織的共同創辦人之一，握有組織領導權，並引導著傑洛米亞前來與之會面。曾在東丘精神療養院修養過，與康荷女士以及史奇德上尉結識，但後來關係惡化，間接導致康荷女士離奇的死亡。其領導的祕密組織與亞當·萊特教授合作過。目前行蹤不明，為維克菲爾德以及卡夫曼留下重重謎團。寵物為一隻猿猴，叫做麥可，已經過世。
- 歐內斯特·格林（Ernest Glynn）

「四位見證人」之一。傑洛米亞就讀寄宿學校時的神學老師兼神父，將學校改建為收容末期病患的療養機構，並親自雇請法蘭西斯·巴德溫為工友。在傑洛米亞發現母校的祕密後，遂自焚身亡。
- 法蘭西斯·巴德溫（Francis Baldwin）

生長於亞伯丁。歐內斯特·格林神父親筆寫信聘請的工友，行為瘋狂，有戀屍癖。在傑洛米亞發現母校的祕密後欲將之活埋。最後被判絞刑。
- 亞當·萊特（Adam Wright）

悠漢·卡夫曼以前的指導教授，人類學家，亦精通神秘學與超自然。曾與亞歷山大·杜·普雷的祕密組織合作過，其進行的實驗反而對自身留下極大的陰影。因為家族遺傳病的關係，晚年精神失常，生活起居全由其管家－歐克伍德女士打理。與奧斯卡神父是舊識，但友誼日漸淡薄。年幼時家族有一棟避暑別墅，遭山崩摧毀，萊特教授因而險些喪命。喜歡猜謎、玩智力遊戲。最後被維克菲爾德發現死於家中客房，狀貌悽慘。
- 雨果·艾許登（Hugo Ashdown）

「四位見證人」之一。目前仍是謎一般的存在，貌似有個妹妹。於第六章被維克菲爾德發現繡有其名字首寫「H.A.」的碎布，應已遭遇不測或身亡。

### 次要角色
以下只列出已知姓名的角色。

#### 第一章
- 安娜·比奇沃思（Anna Beechworth）

安東尼·比奇沃思之妻，行動不便，須藉輪椅輔助，被傑洛米亞發現時已陳屍床舖。
- 布魯爾夫婦（Mr. and Mrs. Brewer）

比奇沃思家的僕傭，在安東尼精神衰敗後辭職離去。
- 瑪格麗特（Margaret）

安娜·比奇沃思的朋友。安娜曾寫信給瑪格麗特，但似乎沒有寄出去。

#### 第二章
- 伊莉莎白修女（Mother Elizabeth）

傑洛米亞以前就讀的寄宿學校改建為療養機構後進駐的修女。
- 馬修·文奇（Mathew Vinge）

療養機構裡的病患之一，被自己的妹妹蒙在鼓裡而無法與未婚妻聯絡。
- 瑪莉·文奇（Mary Vinge）

馬修·文奇的妹妹，十分反對馬修的婚姻，認為馬修是被利用了，極力想拆散他們。
- 朱麗葉·哈洛威（Juliette Holloway）

馬修·文奇之未婚妻，多次寫信給馬修，但因其妹的阻撓而心願未成。
- 柯林斯（Collins）

寄宿學校的學生之一，傑洛米亞的同班同學。
- 尤金神父（Father Eugene）

寄宿學校的其中一位神父，曾為歐內斯特·格林神父代課過。

#### 第三章
- 小凱蒂（Little Cattie)

紅極一時的歌舞尤物，年老後卻精神失常，目前下落不明。
- 達芙妮（Daphne）

歌劇手，某位小提琴家的愛人，然而年輕早逝，玉簫聲斷。其名亦是希臘神話中的水泉仙女，離阿波羅而去後化成一棵月桂樹。

#### 第四章
- 麥可（Mike）

亞歷山大·杜·普雷所飼養的寵物，是一隻猿猴，過世後被埋在自家後院。

#### 第五章
- 康荷女士（Miss Konhe）

東丘精神療養院的病患之一，曾與亞歷山大·杜·普雷交好，參加過祕密組織，後關係惡化，對杜·普雷相當反感。死狀慘烈，被維克菲爾德及卡夫曼發現時已化成一大片灰燼。
- 里絲薇爾小姐（Miss Riswell）

東丘精神療養院的工作人員之一。
- 愛德華·羅恩（Edward Roan）

東丘精神療養院裡的病患之一，遭到監禁觀察， 之後從療養院逃出，目前行蹤不明。
- 威廉·康錫爾（William Conghill）

東丘精神療養院的病患之一，曾參與馬尤巴之役，史奇德上尉的部下，軍階為中士。戰爭的回憶在他心中留下不小的創傷。
- 史奇德上尉（Captain Skidd）

擁有「女王陛下的第六輕步兵」稱號。曾與亞歷山大·杜·普雷交好，為祕密組織的一員，後亦對其反感，逃出組織後放縱自我於菸酒毒品中，從此一蹶不振。

#### 第六章
- 歐克伍德女士（Miss Oakwood）

亞當·萊特教授的管家，打理家中大小事物，似乎知道萊特教授的某些祕密，但閉口不提，第六章後期行蹤不明。
- 奧斯卡神父（Father Oscar）

亞當·萊特教授的舊識，後因為萊特教授的疾病逐漸與之疏遠，知道萊特教授的一些實驗。
- 艾娃（Eva）

酒吧的女掌櫃，性格強烈，直言不諱。
- 弗瑞德·莫威爾（Fred Morvell）

曾風光一時的老船長，愛船的名字叫做「奧古斯汀」，征服過世界三大海角－好望角，露紋角與合恩腳，發生海難後抑鬱寡歡，沉迷酒局。
- 阿米狄奇醫生（Dr. Armitage）

卡夫曼生病後前來診治的醫生。

## 遊戲章節
目前共八章，前四章為第一季，第五、六、七、八章則包含在第二季。

### 第一季
- 第一章「來信」（2013年3月15日發行）
- 第二章「回憶」（2013年6月25日發行）
- 第三章「四名見證人」（2013年10月19日發行）
- 第四章「遠古的闇影」（2014年2月18日發行）

### 第二季
- 第一章「劇作家」（2014年10月31日發行）
- 第二章「我最親愛的訪客」（2015年4月6日發行）
- 第三章「重逢」（2015年8月17日發行）
- 第四章「帷幕之外」（2016年1月15日發行）

## 玩家收藏版（Collector's edition）
玩家收藏版收錄了包括第一季四章以及四篇番外故事。分別是：
- 01-驗屍間
- 02-死刑
- 03-迷霧裡的徘徊者
- 04-比奇沃思的守夜

## 製作團隊
The Game Kitchen成立於2012年10月，在更早之前他們只是業餘同好會，聚在一起分享如何製作遊戲。目前成員共有八人：
- Enrique Cabeza－遊戲的主要編劇與製作。
- Álvaro Cantarero－團隊經理，管理專家，維持團隊營運。
- Mauricio Garcia－工程師，團隊的老將，專案管理專家。
- Daniel Márquez－遊戲引擎工程師。
- Elena Moreno－行政人員，公關。
- Jose Antonio Perales－最新加入的遊戲程式設計師。
- Mateo Rilla－團隊裡最年輕的成員，編寫、製作以及音效設計。
- carlos viola－作曲家，遊戲配樂者。

## 外部連結

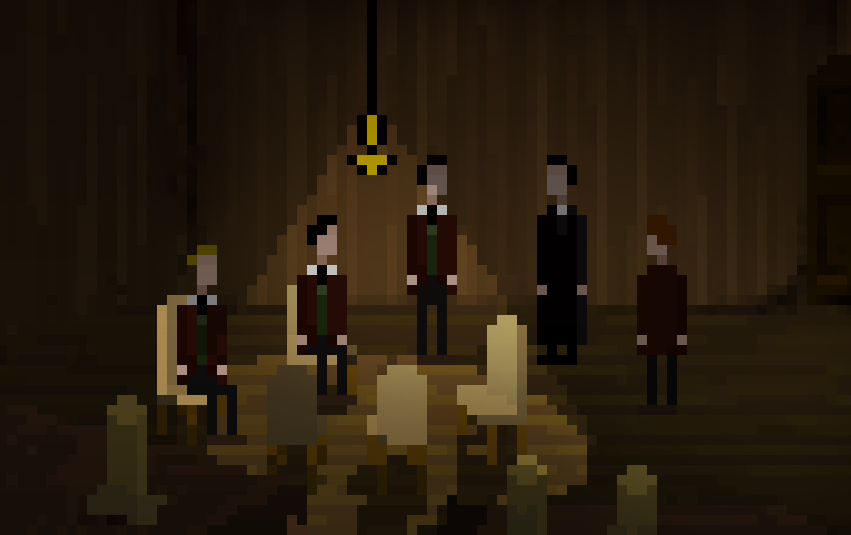
一张游戏画面的照片

- The Last Door官網
- The Last Door社群
- The Game Kitchen Development Blog （页面存档备份，存于）